# 1973年成文法編正（北愛爾蘭）法令
《1973年成文法編正（北愛爾蘭）法令》（英語：Statute Law Revision (Northern Ireland) Act 1973；c 55）是英國國會的一項法令。
該法令第1條及附表由《1998年成文法（廢除）法令》附表1第IX部 （页面存档备份，存于）第1組廢除。